# Шінсобу
Шінсобу (бірм. ရှင်စောပု, монська မိစဴဗု; 11 лютого 1394 — 1471) — 15-та володарка (правляча королева) монської держави Гантаваді у 1454—1471 роках.

## Життєпис
Була єдиною донькою Разадаріта. Її матір'ю була представниця сільської знаті Туддхамаї. Народилася 1394 року. При народженні їй дали ім'я Віхарадеві (в перекладі з санскриту і палі володарка монастиря). У 20 років вона стала дружиною стриєчного брата Бінья Бьє, від якого народила сина Бінья Вару та двох доньоок — Нетаку То і Нетаку Тхін. Чоловік помер у 1419 році.
У 1421 році помер батько Шісобу. Її зведений брат Бінья Дгаммараза успадкував владу. 1423 року її рідний брат Бінья Ран, намісник Басейну, видав Шінсобу в рамках широкої угоди в шлюб з аванським царем Тхіхату. Вона залишила своїх дітей, перебравшись до Ави. У другому шлюбі не мала дітей.
Другий чоловік дуже любив Шінсобу, але помер вже у 1425 році. Шінсобу залишалася в Аві ще 4 роки. Тут стала покровителькою двох буддійських ченців Дгамман'яна та Пітакахара з монастиря Аріядхаза в Сікайні. У 1429 році за допомогою останніх змогла втекти з Ави і повернулася до Пегу.
Мешкала в палаці в Пегу до 1454 року, коли внаслідок вбивства володаря Лейк Мунгто владу на зборах знаті та сановників було вирішено передати Шінсобу. Вона прийняла тронне ім'я Бінья Тхау.

### Правління
Протягом 7 років Шінсобу змогла навести лад в державі, заспокоїти знать та військових. В цьому активно користувалася допомогою буддійських ченців. 25 вересня 1455 року Шінсобу фундувала пагоду Чаїкмаро (поблизу Мартабану), якій пожертвувала коштовні речі та каміння, а також доходи з маєтку Тко Мбон для утримання місцевих ченців.
У 1460 році вона вирішила зректися трону та переїхати з Пегу до Дагону, де вона могла вести релігійне життя поруч із пагодою Шведагон. Шінсобу обрала ченця Пітакахару в якості свого наступника, що 1457 року став її зятем, одружившись з її молодшою донькою Нетаку Тхін (відомою як Мі Пакатхін). Втім Шінсобу залишалася формальною правителькою, а Пітакахару, що прийняв ім'я Дгаммазеді, керував державою. У відповідь повстав інший її зять Бінья Ейн (одружений із Нетаку То), але його було переможено, а потім отруєно.
Шінсобу мешкала у Дагоні поруч із пагодою Шведагон до кінця життя. Все більше віддалялася від світського життя, активно допомагаючи буддійській громаді. Присвятила свій час пагоді Шведагон, розширивши платформу навколо пагоди, вимощуючи її камінням і розмістивши кам'яні стовпи та світильники навколо пагоди. Також наказала золотим тисям у власну вагу (25 вісс) вкрити Шведагон.
Померла 1471 року, після чого Дгаммазеді офіційно перебрав владу. У середині XIX ст. британці, що захопили монські землі після другої англо-бірманської війни, для отримання підтримки монів поширювали байку, що королева Вікторія є реінкарнацією Шінсобу.